# West Pharmaceutical Services

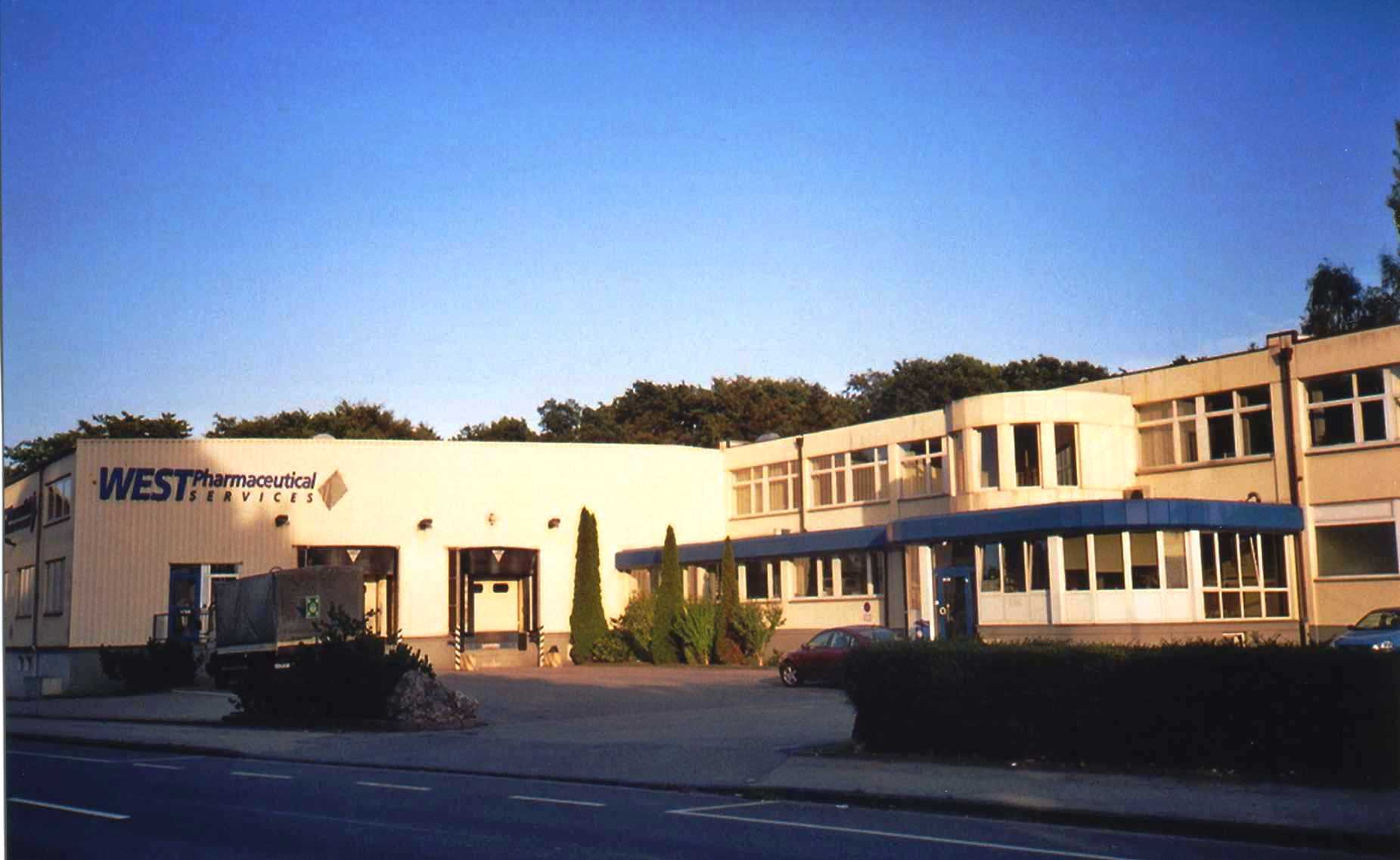
Hauptgebäude

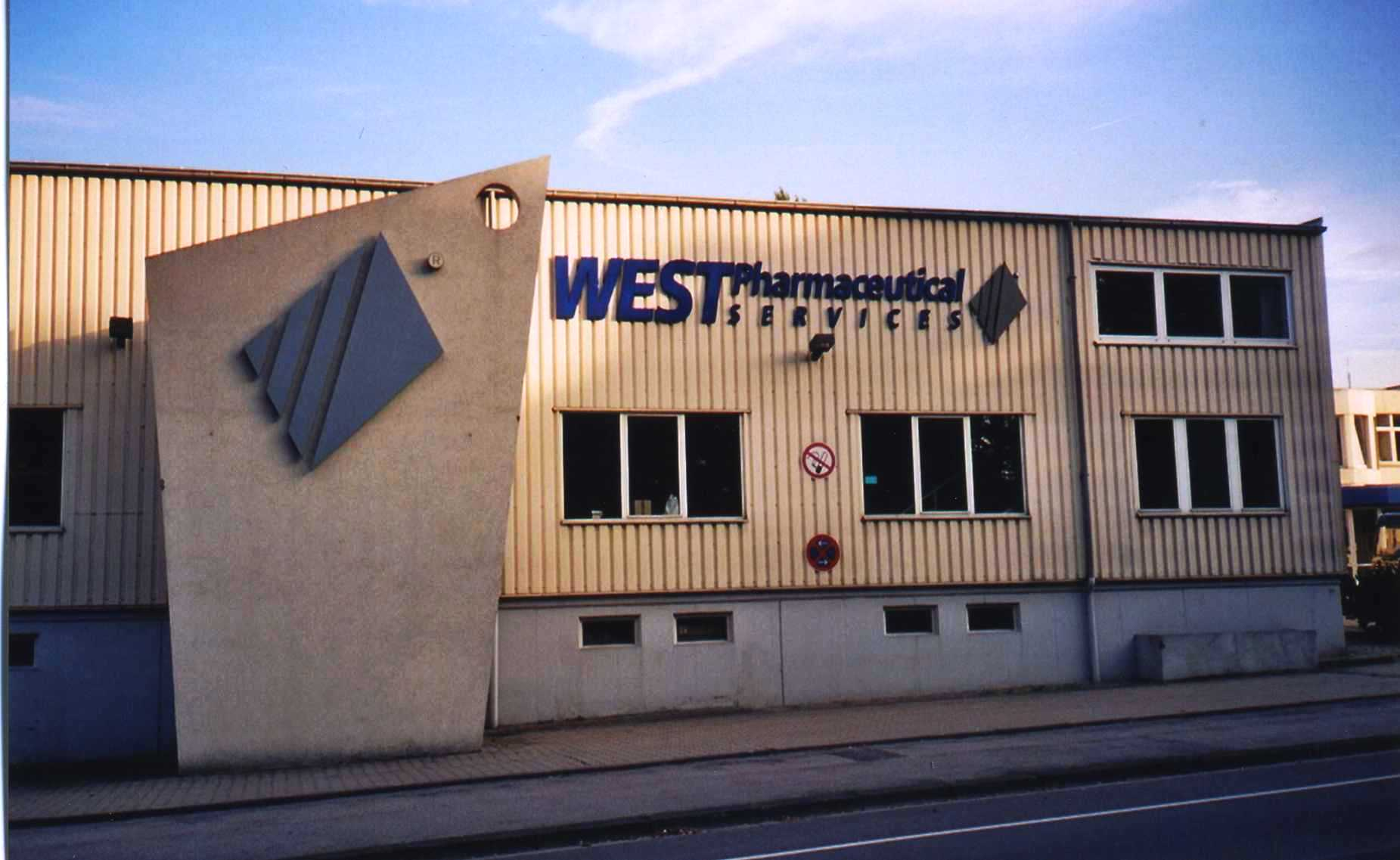
Firmenlogo

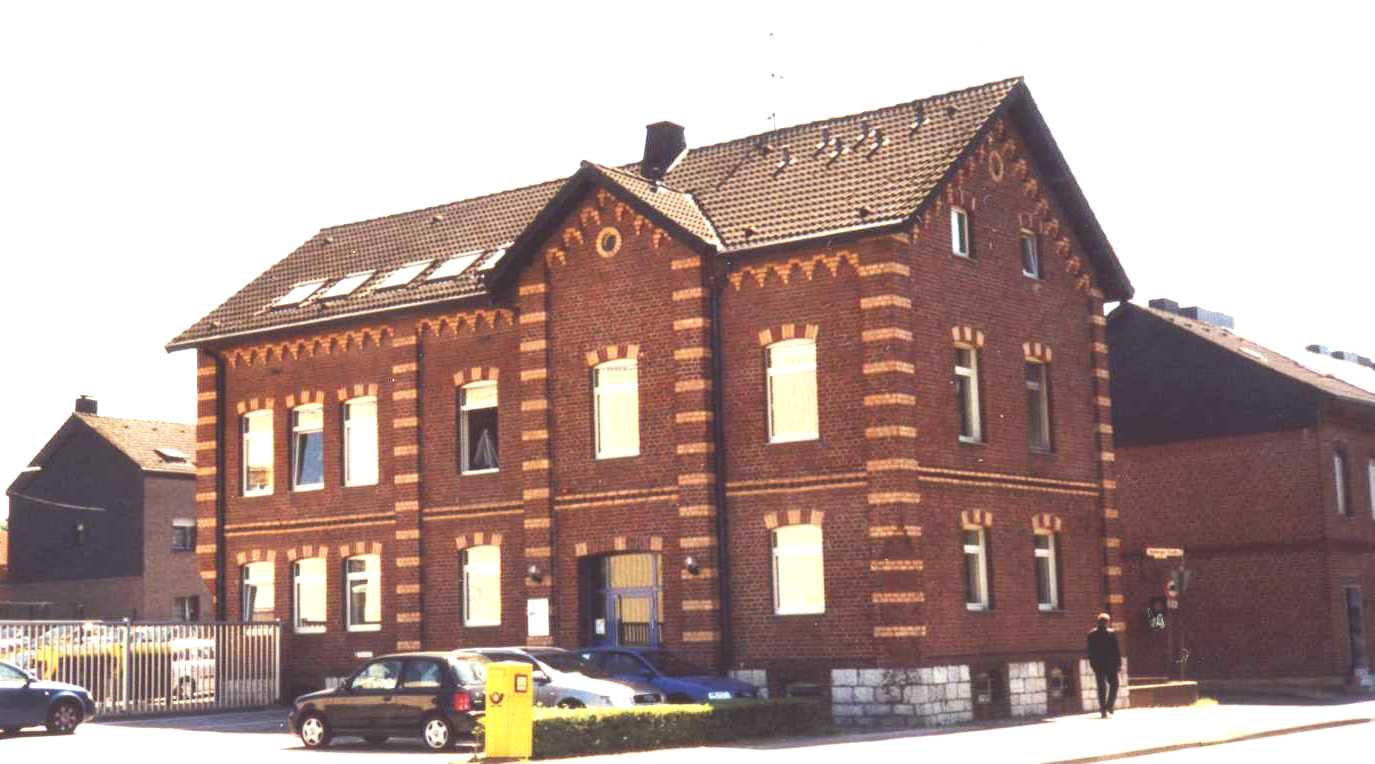
Nebengebäude

Die West Pharmaceutical Services Deutschland GmbH & Co. KG ist ein Unternehmen für pharmazeutische Artikel und Laborzubehör im nordrhein-westfälischen Eschweiler mit über 1000 Mitarbeitern. Das Unternehmen im Stadtteil Pumpe ist eine Tochtergesellschaft der US-amerikanischen West Pharmaceutical Services Inc. und der weltweit größte Hersteller von elastomeren Primärpackmitteln für die pharmazeutische Industrie.

## Produktpalette
Zum Portfolio gehören in erster Linie Verschlüsse aus Gummi und Kunststoff für medizinische Geräte wie Spritzen, Tropfs und Pipetten sowie Komponenten für Einmalspritzen. Das Unternehmen entwickelt, produziert und vertreibt im Bereich der Pharmatechnologie.

## Geschichte
1960 als Pharma-Gummi Hans Wimmer in Vicht gegründet, siedelte das Unternehmen 1966 nach Eschweiler um. 1968 erfolgte eine Beteiligung der West Pharma Services und Umbenennung in Pharma-Gummi Wimmer West. 1982 wurde die Sparte Pharma-Metal in Vicht gegründet und zog 1990 nach Stolberg um.